# Bootstrap (statistica)
Il bootstrap è una tecnica statistica di ricampionamento con reimmissione per approssimare la distribuzione campionaria di una statistica. Permette di approssimare media e varianza di uno stimatore, costruire intervalli di confidenza e calcolare p-value di test quando, in particolare, non si conosce la distribuzione della statistica di interesse.
Nel caso di campionamento casuale semplice, il funzionamento è il seguente: consideriamo un campione effettivamente osservato di numerosità {\displaystyle n}, diciamo {\displaystyle \mathbf {x} =(x_{1},\ldots ,x_{n})}. Da {\displaystyle \mathbf {x} } si ricampionano {\displaystyle B} altri campioni di numerosità costante {\displaystyle n}, diciamo {\displaystyle \mathbf {x} _{1}^{*},\ldots ,\mathbf {x} _{B}^{*}}. Se {\displaystyle F} è la funzione di ripartizione del fenomeno aleatorio dal quale è stato campionato {\displaystyle {\textbf {x}}}, allora la funzione di ripartizione empirica {\displaystyle {\hat {F}}} è un'approssimazione di {\displaystyle F}; per cui un ricampionamento da essa approssima un ricampionamento dal modello originale. Per costruzione {\displaystyle {\hat {F}}} è la funzione di ripartizione di una variabile aleatoria uniforme su {\displaystyle {\textbf {x}}}, dunque di fatto ogni ricampionamento {\displaystyle {\textbf {x}}_{k}^{*}}, con {\displaystyle k=1,\dots ,B}, è ottenuto scegliendo in modo uniforme con ripetizione {\displaystyle n} valori da {\displaystyle {\textbf {x}}}.
Sia {\displaystyle T} lo stimatore di {\displaystyle \theta } che ci interessa studiare, diciamo {\displaystyle T(\mathbf {x} )={\hat {\theta }}}. Si calcola tale quantità per ogni campione bootstrap, {\displaystyle T(\mathbf {x} _{1}^{*}),\ldots ,T(\mathbf {x} _{B}^{*})}. In questo modo si hanno a disposizione {\displaystyle B} stime di {\displaystyle \theta }, dalle quali è possibile calcolare la media bootstrap, la varianza bootstrap, i percentili bootstrap, ecc. che sono approssimazioni dei corrispondenti valori ignoti e portano informazioni sulla distribuzione di {\displaystyle T(\mathbf {x} )}.

## Algoritmo bootstrap (per campione semplice)
Dato il campione {\displaystyle {\textbf {x}}=(x_{1},\ldots ,x_{n})}:
- Si simulano {\displaystyle B} campioni {\displaystyle {\textbf {x}}_{1}^{*},\ldots ,{\textbf {x}}_{B}^{*}}, di numerosità {\displaystyle n} da {\displaystyle {\hat {F}}}.
- Si calcolano le {\displaystyle B} replicazioni corrispondenti ai campioni simulati: {\displaystyle {\hat {\theta }}({\textbf {x}}_{1}^{*}),\ldots ,{\hat {\theta }}({\textbf {x}}_{B}^{*})}, dove {\displaystyle {\hat {\theta }}({\textbf {x}}_{k}^{*})=T({\textbf {x}}_{k}^{*}).}
- Si stima la varianza campionaria come:

{\displaystyle {\text{Var}}_{B}({\hat {\theta }})={\frac {1}{B-1}}\sum _{k=1}^{B}\left({\hat {\theta }}({\textbf {x}}_{k}^{*})-\theta ^{*}\right)^{2},\quad {\text{dove }}\theta ^{*}={\frac {1}{B}}\sum _{k=1}^{B}{\hat {\theta }}({\textbf {x}}_{k}^{*}).}
- Si stima la distorsione come:

{\displaystyle \beta =\theta ^{*}-\theta ={\frac {1}{B}}\sum _{k=1}^{B}{\hat {\theta }}({\textbf {x}}_{k}^{*})-\theta .}
Partendo quindi da queste quantità stimate è possibile, anche lavorando in ambito non parametrico, calcolare intervalli di confidenza, saggiare ipotesi, ecc.